# Igołomia-Wawrzeńczyce
Igołomia-Wawrzeńczyce est une gmina rurale du powiat de Cracovie, Petite-Pologne, dans le sud de la Pologne. Son siège est le village de Wawrzeńczyce, qui se situe environ 29 km à l'est de la capitale régionale Cracovie.
La gmina couvre une superficie de 62,59 km2 pour une population de 7 661 habitants.

## Géographie
La gmina inclut les villages de Dobranowice, Igołomia, Koźlica, Odwiśle, Pobiednik Mały, Pobiednik Wielki, Rudno Górne, Stręgoborzyce, Tropiszów, Wawrzeńczyce, Wygnanów, Złotniki, Zofipole et Żydów.
La gmina borde la ville de Cracovie et les gminy de Drwinia, Kocmyrzów-Luborzyca, Koniusza, Niepołomice, Nowe Brzesko et Proszowice.